# Ari Aster
Ari Aster (Nova Iorque, 15 de julho de 1986) é um cineasta e roteirista norte-americano. Aster se graduou em Cinema pela Universidade de Arte e Design de Santa Fé e obteve um mestrado em Direção de Cinema pelo AFI. Aster é conhecido por ter dirigido Hereditary (2018), Midsommar (2019), Beau is Afraid (2022) e Eddington (2025), todos produzidos pela A24.

## Filmografia

### Longas metragens
| Ano  | Filme          | Título em português                                                | Creditado como | Creditado como |
| Ano  | Filme          | Título em português                                                | Diretor        | Produtor       |
| ---- | -------------- | ------------------------------------------------------------------ | -------------- | -------------- |
| 2018 | Hereditary     | BRA/POR: Hereditário                                               | Sim            | Não            |
| 2019 | Midsommar      | BRA: Midsommar - O Mal Não Espera a Noite POR: Midsommar: O Ritual | Sim            | Não            |
| 2022 | Beau Is Afraid | BRA/POR: Beau Tem Medo                                             | Sim            | Sim            |
| 2025 | Eddington      |                                                                    | Sim            | Sim            |